# Uliana Tikhova
Uliana Tikhova (8 de dezembro de 1994) é uma modelo russa. No SPFW de 2010 desfilou com as sobrancelhas descoloridas.
Já desfilou para as agências Grace Moscow, Elite Barcelona, Elite Paris, Why Not Milan e Trump New York.